# Rari Nantes Savona
La Rari Nantes Savona è una società pallanuotistica italiana con sede nella città di Savona.
Fondata nel 1948 come Amatori Nuoto Savona, dal 1981 milita nel massimo campionato italiano - la Serie A1 - e nel suo palmares annovera tre Campionati, tre Coppe Italia e tre Coppe LEN. La squadra gioca nella piscina comunale Carlo Zanelli di Savona ed ha come colori sociali il bianco e il rosso, tonalità contenute all'interno dello stemma della città.

## Storia

### Anni 1948-1989: dalla fondazione ai piazzamenti in Serie A

#### 1948-1981: la fondazione e i salti dalle serie minori fino alla Serie A
Nel 1948 un gruppo di amici appassionati nuotatori decidono di fondare una società natatoria a cui è dato il nome di Amatori Nuoto Savona. La squadra inizialmente svolge la propria attività in mare, partecipando al suo primo campionato solo nel 1954, a seguito della costruzione della prima piscina ad Albissola Marina.
Dopo quasi vent'anni trascorsi nelle serie minori, nel 1973 la Rari Nantes è promossa dalla Serie D alla Serie C e due anni dopo ottiene finalmente il passaggio in Serie B.

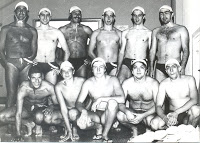
1975 - Rari Nantes Savona promossa in Serie B

È in quegli anni che, per merito del direttore tecnico Giovanni Selis e del giovane allenatore Claudio Mistrangelo, sono poste le prime basi per i successi dei decenni successivi con il consolidamento di un settore giovanile molto promettente.
Nel 1977 avviene la scissione tra settore Nuoto - a cui rimane il nome Amatori - e quello pallanuoto, che acquista la denominazione Rari Nantes. 
L'anno successivo Claudio Mistrangelo diventa allenatore della prima squadra, ruolo che copre per oltre due decenni totalizzando più di mille panchine.
Il definitivo "salto" della squadra avviene nel 1981 con la storica promozione in Serie A: è proprio nel corso degli anni ottanta che i biancorossi iniziano a consolidare la loro presenza nella massima serie, raggiungendo quasi sempre i vertici della classifica. 

#### 1983-1989: i piazzamenti in campionato e la prima finale di Coppa Italia
La Rari Nantes Savona chiude il campionato 1983 al secondo posto nel campionato alle spalle della Pro Recco acquisendo la possibilità di rappresentare l'Italia nella Coppa delle Coppe. 
Nel 1985 è inaugurata l'attuale piscina a Savona, in Corso Colombo, mentre l'anno seguente è eletto presidente Giuseppe Gervasio, che trasforma la Rari Nantes Savona dandole un'impronta più dinamica ed organizzata.
La Rari Nantes Savona chiude il campionato 1986-1987 al terzo posto, alle spalle del Pescara vincitore e del Posillipo, secondo classificato. Nello stesso anno, la Rari Nantes Savona arriva in finale di Coppa Italia, perdendola contro il Posillipo.
Nel 1989 la Rari Nantes Savona si rafforza grazie all'arrivo di talenti come Manuel Estiarte e Massimiliano Ferretti.

### Anni 1990-2000: trofei nazionali e internazionali

#### 1990-1993: il dominio nazionale e la finale di Champions League
La Rari Nantes Savona chiude il campionato 1989-1990 al secondo posto alle spalle del Canottieri Napoli e nello stesso anno conquista la Coppa Italia, primo trofeo della sua storia.
La Rari Nantes Savona vince per la prima volta il campionato 1990-1991 grazie alla doppia vittoria nella finale dei play-off contro il Pescara, e bissa la vittoria della Coppa Italia dell'anno prima. 
Grazie alla vittoria della Coppa Italia 1989-1990, la Rari Nantes Savona partecipa alla Coppa delle Coppe 1990-1991, uscendo in semifinale.
La Rari Nantes Savona rivince per la seconda volta il campionato l'anno seguente grazie alla doppia vittoria nella finale dei play-off contro la Pro Recco e bissa il titolo dell'anno prima. 
Grazie alla vittoria del campionato 1990-1991, la formazione savonese debutta in Champions League 1991-1992. Ai quarti vince il doppio confronto con la Steaua Bucarest, accedendo così alle semifinali, dove incontra la formazione tedesca Spandau, che sconfigge al ritorno, arrivando quindi in finale. Qui incontra lo Jadran Spalato: la formazione ligure vince la partita di andata ma perde quella di ritorno, perdendo la Champions.
La Rari Nantes Savona chiude il campionato 1992-1993 al secondo posto alle spalle del Posillipo e nello stesso anno conquista la terza Coppa Italia. La vittoria della Coppa Italia chiude questo breve ciclo di dominio nazionale.
Grazie alla vittoria del campionato 1991-1992, la Rari Nantes Savona si qualifica nuovamente alla Champions League 1992-1993. Ai quarti incontra lo Jadran Spalato, vincitrice della precedente edizione. La formazione savonese fa sua la gara di andata, ma perde quella di ritorno, uscendo così dalla competizione.

#### 1994-2005: dai piazzamenti all'accoppiata campionato-Coppa LEN
La Rari Nantes Savona chiude il campionato 2003-2004 al terzo posto.
La Rari Nantes Savona domina il girone 4 del campionato 2004-2005, perdendo solo una partita contro il Camogli. Accede così alla 2ª fase, dove chiude al 1º posto vincendo 11 partite, pareggiandone 2 e perdendone 1 contro il Posillipo. Ai quarti incontra il Nervi, che sconfigge nel doppio confronto. In semifinale incontra la Associazione Nuotatori Brescia, che sconfigge. In finale la formazione savonese affronta il Posillipo, che sconfigge vincendo 3 partite su 5. La Rari Nantes Savona conquista così il suo 3º titolo. La squadra savonese arriva in finale di Coppa Italia, dove è sconfitta dalla Bissolati Cremona. 
In ambito internazionale, la Rari Nantes Savona conquista la sua prima Coppa LEN, superando il Partizan, mentre si classifica al secondo posto nella supercoppa europea, sconfitta dal Posillipo.

#### 2006-2009: terzi posti e finali di Coppa Italia
La Rari Nantes Savona chiude il campionato 2005-2006 al terzo posto e raggiunge nuovamente la finale di Coppa Italia, dove è sconfitta dalla Pro Recco.
La Rari Nantes Savona chiude il campionato 2006-2007 al terzo posto.
La Rari Nantes Savona raggiunge la semifinale scudetto nella stagione 2007-2008, dove incontra la Pro Recco: la Rari Nantes Savona perde la partita d'andata e anche quella di ritorno, nonostante spaventi la Pro Recco. La Rari Nantes Savona raggiunge la finale di Coppa Italia, che perde ancora contro la Pro Recco. La Rari Nantes Savona si qualifica alla Coppa LEN 2008-2009, anche se poi vi rinuncia.
La Rari Nantes Savona raggiunge nuovamente la semifinale scudetto nella stagione 2008-2009, dove è eliminata dal Posillipo. La Rari Nantes Savona raggiunge la finale di Coppa Italia, che perde ancora contro la Pro Recco. La Rari Nantes Savona si qualifica alla Coppa LEN 2009-2010.

### Anni 2010: gli scudetti mancati e le vittorie di Coppa LEN

#### Stagione 2009-2010: secondo posto, finale di Coppa Italia e finale di Coppa LEN
La Rari Nantes Savona chiude la regular season del campionato 2009-2010 al primo posto battendo sia all'andata che al ritorno la Pro Recco. Partecipa ai play-off e arriva fino in finale, dove incontra la Pro Recco. La Pro Recco vince gara-1, gara-2 e gara-3, laureandosi campione d'Italia. La Rari Nantes Savona si qualifica per l'Euroleague 2010-2011. 
La Rari Nantes Savona raggiunge la finale di Coppa Italia, che perde ancora contro la Pro Recco.  
La Rari Nantes Savona debutta in Coppa LEN 2009-2010 nel primo turno girone A di Montpellier: la Rari Nantes Savona esordisce con una vittoria contro la Dinamo Bucarest e vince tutte le partite rimanenti del proprio girone, accedendo così alla seconda fase. La Rari Nantes Savona è inserita nel girone M, dove debutta vincendo contro il Amersfoort: la Rari Nantes Savona vince nuovamente tutte le partite del girone. La formazione italiana incontra la squadra spagnola Sabadell agli ottavi. La Rari Nantes Savona vince la gara di andata ma perde quella di ritorno, qualificandosi comunque per i quarti di finale, dove incontra la formazione ungherese Ferencváros. La formazione italiana perde la sfida di andata ma rimonta in quella di ritorno, accedendo così alla semifinale. In semifinale incontra la Leonessa: la Rari Nantes Savona perde la gara di andata, ma rimonta in quella di ritorno qualificandosi per la finale. La Rari Nantes Savona incontra in finale la squadra montenegrina Akademija Cattaro: la squadra italiana vince la partita di andata ma perde quella di ritorno e la squadra montenegrina si laurea campione. 

#### Stagione 2010-2011: secondo posto, finale di Coppa Italia e la seconda Coppa LEN
La Rari Nantes Savona raggiunge nuovamente la finale scudetto l'anno seguente: in semifinale incontra il Posillipo, che sconfigge sia all'andata che al ritorno, accedendo così in finale, dove incontra la Pro Recco. La Rari Nantes Savona perde gara-1 ma vince gara-2 rimandando l’assegnazione dello scudetto alla sfida decisiva. La Rari Nantes Savona perde gara-3 e la Pro Recco si riconferma campione d'Italia. La Rari Nantes Savona si qualifica alla Champions League 2011-2012.
La Rari Nantes Savona debutta in Euroleague 2010-2011 nel secondo turno di qualificazione girone E vincendo coi greci del Vouliagmeni. Perde con la squadra montenegrina Budva e anche con la spagnola Barcelona, scendendo così agli ottavi di Coppa LEN. La Rari Nantes Savona finisce nel gruppo L con la formazione slovena AŠDV Koper, la greca NO Patrasso e quella russa Shturm 2002 Chehov. La Rari Nantes Savona vince il proprio girone, sconfiggendo tutte le squadre. Agli ottavi, la formazione ligure incontra il Galatasaray. La Rari Nantes Savona vince sia la partita di andata che quella di ritorno, approdando così ai quarti, dove incontra la formazione ungherese Ferencváros. La formazione italiana vince sia all'andata che al ritorno, giungendo così in semifinale, dove affronta i francesi del Marsiglia. Il team italiano vince sia all'andata che al ritorno, giungendo così in finale, dove incontra la squadra greca Paniōnios. La finale di andata, giocatasi ad Atene, finisce in parità, mentre quella di ritorno, giocatasi a Savona, vede prevalere la Rari Nantes Savona e conquistare la sua seconda Coppa LEN. In virtù della vittoria della Coppa LEN, la Rari Nantes Savona partecipa alla supercoppa europea, dove è sconfitta dal Partizan.

#### Stagione 2011-2012: quarto posto e la terza Coppa LEN
La Rari Nantes Savona conquista anche l'edizione successiva: perde la gara di andata dei quarti con la squadra greca Paniōnios, ma vince il ritorno approdando così alla semifinale. Vince la semifinale di andata col Posillipo ma perde quella di ritorno, raggiungendo comunque la finale. In finale incontra la squadra spagnola Sabadell, che sconfiggono in casa. La Rari Nantes Savona perde la sfida di ritorno, riuscendo comunque a conquistare la terza Coppa LEN, la seconda consecutiva. Il percorso finale recita 5 vittorie e 5 sconfitte, dagli ottavi fino alla doppia finale. In virtù della vittoria della Coppa LEN, la Rari Nantes Savona partecipa alla supercoppa europea, dove è sconfitta dalla Pro Recco.

#### Stagione 2012-2013: sesto posto, finale di Coppa Italia e semifinale di Coppa LEN
La Rari Nantes Savona chiude la stagione 2012-2013 al sesto posto e raggiunge la finale di Coppa Italia, che perde contro la Pro Recco. 
In ambito internazionale, il team savonese raggiunge nuovamente la semifinale di Coppa LEN, dove incontra la squadra toscana Rari Nantes Florentia e dalla quale è sconfitta all'andata e pareggia al ritorno. Nelle stagioni successive la Rari Nantes Savona, pur accedendo quasi sempre ai play off, non raggiungerà più i risultati degli anni precedenti.

#### 2014-2020: partecipazioni continue in Coppa LEN
La Rari Nantes Savona partecipa alla Coppa LEN 2014-2015: debutta nel girone D contro la russa Dinamo Astrachan', vince anche contro la squadra serba Vojvodina, pareggia contro la formazione tedesca Waspo Hannover e vince contro la squadra georgiana Ligamus Tblisi. La Rari Nantes Savona chiude il girone al secondo posto, accedendo così ai quarti di finale, dove incontra la squadra croata Mornar: la Rari Nantes Savona perde la gara ma vince quella di ritorno, non riuscendo comunque ad andare avanti.
A Dicembre 2016 la Rari Nantes Savona annuncia la chiusura della piscina del Prolungamento.
Al termine della stagione 2017-2018, la Rari Nantes Savona partecipa nuovamente alla Coppa LEN: la Rari debutta nel girone B del primo turno di qualificazione perdendo col Mornar. Vince col Neukölln Berlin e perde contro il Marsiglia, uscendo così dalla competizione.
Al termine della stagione 2019-2020, la Rari Nantes Savona partecipa nuovamente alla Coppa LEN: la Rari debutta nel girone E del primo turno di qualificazione con una vittoria contro il Potsdam. Perde contro la squadra spagnola Mediterrani e contro la squadra serba Radnički, uscendo così dalla competizione.

### Anni 2020: i ritorni in Champions, la finale di Coppa LEN e il secondo posto in campionato

#### 2021-2022: i ritorni in Champions
A Febbraio 2021 esce la notizia di un percorso comune tra Rari Nantes Savona e Amatori che porti poi alla fusione delle due società.
La rari Nantes Savona chiude la stagione 2020-2021 al terzo posto e si qualifica nuovamente per la Champions League, a distanza di 12 anni dall'ultima volta. Ottiene la qualificazione grazie alla doppia vittoria nello scontro diretto per il terzo posto col Telimar Palermo. La Rari conquista anche il terzo posto nella Coppa Italia 2021-2022.
La Rari Nantes Savona ospita il girone A della Champions League 2021-2022: esordisce con una vittoria contro la squadra portoghese Vitoria, vince contro la squadra polacca Varsavia e perde con quella francese del Montpellier. Vince anche le partite con la squadra spagnola Terrassa e contro il Primorac, chiudendo il girone da prima classificata. Passa così al secondo turno di qualificazione, dove debutta pareggiando con la squadra greca Vouliagmeni, con lo Jadran e con il team ungherese Szolnoki: passa il secondo turno di qualificazione da seconda del girone pareggiando tutte le partite. Al terzo round di qualificazione incontra la Stella Rossa, dalla quale è sconfitta sia all'andata che al ritorno. La Rari Nantes Savona scende così in Coppa LEN ai quarti di finale, dove incontra la squadra spagnola Sabadell: pareggia la gara di andata e perde quella di ritorno, uscendo così dalla competizione. 
La Rari Nantes Savona chiude il campionato 2021-2022 al terzo posto, centrando nuovamente la qualificazione alla Champions League 2022-2023.

#### Stagione 2022-2023: sesto posto e finale di Coppa LEN
La Rari Nantes Savona chiude la regular season del campionato 2022-2023 al sesto posto e si qualifica per le semifinali play-off 5º-8º posto, dove incontra il Quinto, che batte sia all'andata che al ritorno. Nella finale per il 5º-6º posto incontra il Trieste: la formazione savonese perde sia all'andata che al ritorno, chiudendo così il campionato al sesto posto e qualificandosi per la Challenger Cup. In seguito alla riforma della Coppa LEN, la Rari Nantes partecipa ai play-off della Coppa LEN 2023-2024.
In Coppa Italia, la Rari batte il Quinto ai quarti e va in semifinale, dove si deve arrendere alla Pro Recco. Perde la "finalina" per il terzo posto con AN Brescia.
La Rari Nantes Savona debutta in Champions League 2022-2023 nel primo turno di qualificazione del gruppo B vincendo contro il Galatasaray, battendo la squadra israeliana ASA Tel Aviv e perdendo contro la squadra rumena Oradea, chiudendo il girone al secondo posto e qualificandosi per il secondo turno di qualificazione. Comincia questo secondo girone con una vittoria contro la squadra serba Sabac, un'altra contro la Steaua Bucarest e perde le partite con lo Jadran e col Vasas, chiudendo il girone al terzo posto e giocando così la coppa LEN nel girone di Strasburgo.
La Rari Nantes Savona partecipa alla Coppa LEN 2022-2023: è inserita in un girone con la squadra serba Partizan, quella francese Strasburgo e quella olandese De Zaan.  La Rari debutta sconfiggendo il Partizan 14-11, pareggia poi con lo Strasburgo 6-6 e vince con la squadra olandese De Zaan, approdando agli ottavi. Agli ottavi batte l'Ortigia all'andata ma perde il ritorno, riuscendo comunque a centrare la qualificazione ai quarti. Ai quarti incontra la squadra francese Enfants de Neptune Tourcoing, che batte sia all'andata che al ritorno, ottenendo così l'accesso alla semifinale, dove incontra la Pallanuoto Trieste.  L'andata, giocata a Trieste, finisce in parità, mentre la Rari Nantes Savona vince la gara di ritorno tornando così in finale dopo undici anni dall'ultima volta. La finale è contro la squadra ungherese Vasas. La Rari Nantes Savona pareggia nella gara di andata, giocata in casa e perde la gara di ritorno, giocata a Budapest.

#### Stagione 2023-2024: secondo posto e quarti di Coppa LEN
La Rari Nantes Savona debutta in campionato con una vittoria contro il Posillipo, batte il Brescia ma perde contro la Pro Recco. La Rari Nantes Savona batte in sequenza l'Ortigia, l'Astra Roma, il Catania, la Roma Vis Nova, il Telimar Palermo e consolida il secondo posto battendo il Quinto. La Rari Nantes Savona continua la sua striscia di vittorie contro il Trieste, la formazione bolognese De Akker Team, il Camogli e conclude il girone d'andata con una vittoria contro il Salerno. La Rari Nantes Savona apre la poule scudetto con un pareggio contro l'AN Brescia, prosegue con una vittoria contro la formazione bolognese De Akker Team, una contro il Telimar e una contro il Trieste. Perde contro l'Ortigia e contro la Pro Recco, chiudendo la poule scudetto in seconda posizione. La Rari Nantes Savona sconfigge il Brescia sia nella gara d'andata delle semifinali 1º-4º posto che in quella di ritorno. La Rari Nantes Savona incontra in finale la Pro Recco tredici anni dopo. La Rari Nantes Savona perde sia gara-1 che gara-2. La Rari Nantes Savona ottiene la wild card e accede direttamente alla fase a gironi di Champions League a seguito della rinuncia della Pro Recco.
La Rari Nantes Savona debutta in Coppa Italia contro il Quinto sconfiggendolo 15-5. Sconfigge poi la formazione bolognese De Akker Team, il Trieste e il Camogli. Alle final eight la Rari Nantes Savona incontra il Salerno, che sconfigge. La Rari Nantes Savona incontra in semifinale la Pro Recco, dalla quale è sconfitta. Vince la "finalina" per il terzo posto contro l'Ortigia.
In Coppa LEN 2023-2024, la Rari Nantes finisce nel Qualification Round, nel girone F, composto da cinque squadre, che si gioca a Duisburg, in Germania. La Rari Nantes Savona deve affrontare i serbi del Partizan, gli italiani del Telimar Palermo, i francesi del Sète Natation ed i padroni di casa dell’Asd Duisburg. Le prime due classificate superano il turno. La Rari Nantes Savona debutta in Coppa LEN contro il Sète Natation, contro cui vince. Batte anche il Partizan e Asd Duisburg ma perde contro il Telimar Palermo, chiudendo il girone al secondo posto e qualificandosi per la Coppa LEN. La Rari Nantes Savona è sorteggiata nel girone B con EPS Honved (Ungheria), Vasas (Ungheria) e GS Apollon Smyrnis (Grecia). La seconda fase si apre in trasferta ad Atene. La Rari Nantes Savona debutta nei Preliminary Round vincendo contro i greci dell’Apollon Smyrnis, perde contro il Vasas e vince in casa contro la EPS Honved. La Rari Nantes Savona apre il girone di ritorno con una vittoria contro i greci dell’Apollon Smyrnis, a cui segue quella contro il Vasas, che permette di ottenere il primo posto nel girone. La Rari Nantes Savona affronta agli ottavi la formazione montenegrina dello Jadran: la formazione savonese vince la gara di andata ma perde quella di ritorno, accedendo comunque ai quarti. Ai quarti, la formazione ligure incontra lo Spandau, contro la quale perde la gara d'andata. La Rari Nantes Savona perde anche la gara di ritorno, uscendo così ai quarti della competizione.

#### Stagione 2024-2025: terzo posto e finale di Coppa Italia
La Rari Nantes Savona debutta in campionato con una vittoria contro la Olympic Roma. Perde tuttavia contro la Pro Recco: Polti, presidente della Rari Nantes Savona, critica l'arbitraggio, ritenuto demenziale. La Rari Nantes Savona batte il Quinto, il Telimar Palermo, l'Ortigia, la Rari Nantes Florentia, il Trieste, il Posillipo, la Roma Vis Nova e l'Onda Forte. Perde contro l'AN Brescia. La formazione savonese chiude il girone di andata vincendo contro la De Akker. Inizia il girone di ritorno con una vittoria contro l'Olympic Roma ma perde contro la Pro Recco. Sconfigge il Quinto, il Telimar, l'Ortigia, la Rari Nantes Florentia, il Catania, il Trieste, la Roma Vis Nova e l’Onda Forte, perde contro l'AN Brescia ma vince contro la De Akker. Partecipa alle semifinali scudetto, dove perde gara-1 contro la Pro Recco. La formazione savonese perde anche gara-2, partecipando così alla finale per il 3°/4° posto contro il Trieste. La formazione savonese fa sua gara-1 e anche gara-2, chiudendo il campionato al 3° posto.
La Rari Nantes Savona debutta in Coppa Italia con una vittoria contro il De Akker Bologna, approdando in semifinale. La Rari Nantes Savona sconfigge il Brescia, approdando in finale contro la Pro Recco. La formazione savonese perde la finale contro la Pro Recco.
In ambito internazionale, la Rari Nantes Savona è inserita nel Gruppo D della Champions League, insieme all’Olympiacos, il VPK Primorar Kotor e la squadra che si qualificherà nel Girone D preliminare (Sabadell, Ortigia, Sabac e Pays D’Aix). La formazione savonese debutta in Champions League con una sconfitta ad opera del Sabadell, ma si riscatta vincendo contro il Primorac e l'Olympiacos. La Rari Nantes Savona vince la prima partita del girone di ritorno contro il Sabadell e contro il Primorac, entrando tra le prime 8. Perde l'ultima partita contro l'Olympiacos ai rigori. La formazione savonese finisce nel girone B con Ferencváros (Ungheria), Zodiac CNA Barceloneta (Spagna) e C.S.M. Oradea (Romania). La formazione ligure debutta nella seconda fase con una vittoria contro Oradea ma perde contro il Ferencváros e contro il Barceloneta. Perde di nuovo contro il Ferencváros ed è eliminata dalla competizione. Perde anche contro il Barceloneta.

## Rosa 2025-2026
| N° |                        | Ruolo | Giocatore                |
| -- | ---------------------- | ----- | ------------------------ |
|    | Italia (bandiera)      | P     | Nicolò Da Rold           |
|    | Italia (bandiera)      | P     | Andrea Turazzini         |
|    | Italia (bandiera)      | P     | Giuliano Giotta Lucifero |
|    | Italia (bandiera)      | P     | Marco Del Lungo          |
|    | Italia (bandiera)      | D     | Niccolò Rocchi           |
|    | Italia (bandiera)      | D     | Mario Guidi              |
|    | Stati Uniti (bandiera) | D     | Marko Vavic              |
|    | Italia (bandiera)      | D     | Davide Occhione          |

| N° |                     | Ruolo | Giocatore          |
| -- | ------------------- | ----- | ------------------ |
|    | Italia (bandiera)   | D     | Tommaso Cora       |
|    | Italia (bandiera)   | A     | Valerio Rizzo      |
|    | Italia (bandiera)   | A     | Pietro Figlioli    |
|    | Ungheria (bandiera) | A     | Balázs Erdélyi     |
|    | Italia (bandiera)   | A     | Luca Damonte       |
|    | Russia (bandiera)   | A     | Daniil Merkulov    |
|    | Italia (bandiera)   | A     | Alessandro Gulotta |
|    | Italia (bandiera)   | CB    | Lorenzo Bruni      |

### Staff
| Allenatore:                                 | Alberto Angelini  |
| Direttore tecnico:                          | Alberto Angelini  |
| Responsabile tecnico del settore giovanile: | Didieu Cavallera  |
| Vice presidente e Direttore sportivo:       | Giuseppe Gervasio |
| Presidente:                                 | Daniele Polti     |

## Presidenti
A Novembre 2009 è eletto presidente Franco Fresia, imprenditore edile residente a Ceriale.
A Maggio 2016 è eletto presidente Maurizio Maricone, 50 anni, savonese, dottore commercialista, pallanuotista amatoriale.
A Ottobre 2022 si ha un cambio al vertice della società: Daniele Polti è il nuovo presidente della Rari Nantes Savona.

## Pallanuotisti celebri

### Vincitori della medaglia d'oro alle Olimpiadi
Sono due i giocatori che hanno vinto la medaglia d'oro alle Olimpiadi durante il periodo di militanza nella Rari Nantes:
- Alessandro Bovo  (Barcellona 1992)
- Massimiliano Ferretti  (Barcellona 1992)

## Palmarès

### Trofei nazionali
- Campionato italiano: 3

1990-1991, 1991-1992, 2004-2005
- Coppe Italia: 3

1989-90, 1990-91, 1992-93
- Trofeo del Giocatore: 3

1991, 2000, 2002

### Trofei internazionali
- LEN Euro Cup: 3

2004-05, 2010-11, 2011-12

### Trofei giovanili
- Campionato italiano Juniores: 8

1994, 1997, 1998, 1999, 2000, 2002, 2003, 2012
- Campionato italiano Juniores B: 2

1979, 1980
- Campionato italiano Allievi: 5

2001, 2004, 2013, 2018, 2019
- Campionato italiano Ragazzi: 4

1994, 1999, 2000, 2017

## Onorificenze

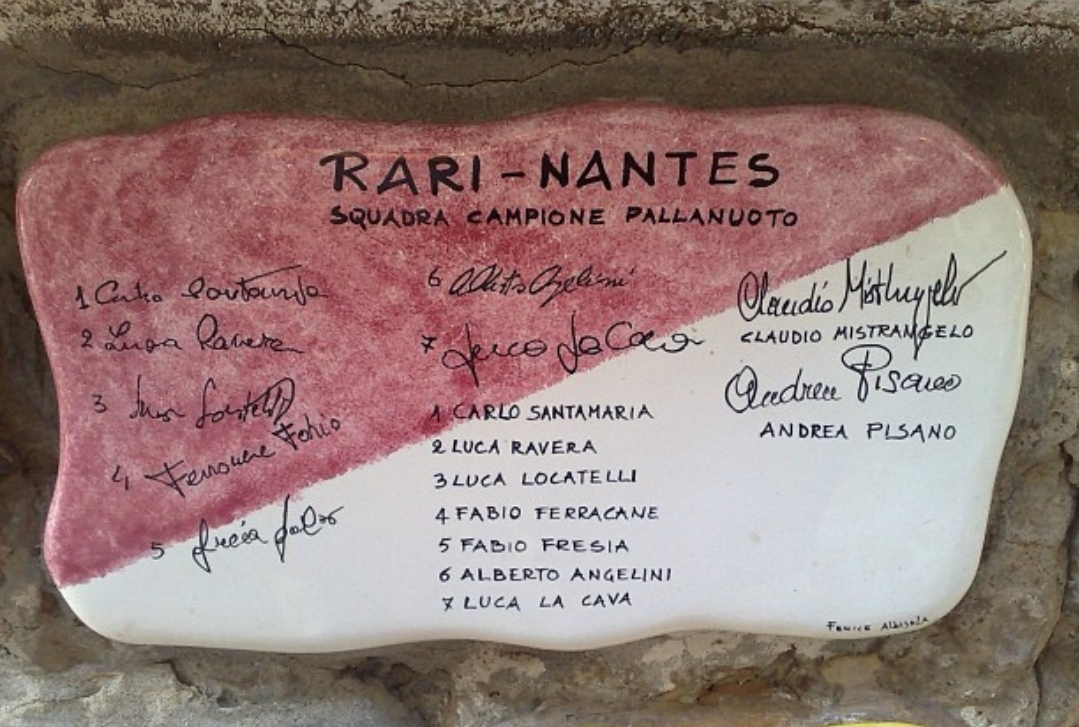
Piastrella società sportiva Rari Nantes Savona sul muretto di Alassio

- Stella di Bronzo al Merito Sportivo: 1986[222]
- Stella d'Argento al Merito Sportivo: 1991[222]
- Stella d'Oro al Merito Sportivo: 2024[223][224]

## Tifoseria

### Rivalità
Degna di nota è la rivalità col Circolo Nautico Posillipo, che inizia col campionato 1989-1990 e che finisce con quello 2004-2005.

## Sponsor
A Settembre 2020 Rari Nantes Savona e Carige rinnovano l’accordo tra le due parti.
A Ottobre 2022 nasce la BPER Rari Nantes Savona: è rinnovata infatti la partnership tra Rari Nantes Savona e BPER.
A Febbraio 2024 si rinnova la partnership tra Rari Nantes Savona e BPER: arriva inoltre la nuova carta prepagata dai colori biancorossi.